# Jillis Bruggeman-onderscheidingen
De Jillis Bruggeman-onderscheidingen zijn twee soorten onderscheiding, Penning en Opsteker genoemd, die jaarlijks in Schiedam worden uitgereikt door de Stichting Jillis Bruggeman. De prijs is vernoemd naar Jillis Bruggeman, de laatste persoon die in Nederland ter dood gebracht werd vanwege zijn seksuele geaardheid (1803).
De Jillis Bruggeman Penning werd in 2015 in het leven geroepen door de gemeente Schiedam. Deze wordt uitgereikt aan een organisatie of persoon die zich landelijk inzet voor genderdiversiteit. De Jillis Bruggeman Opstekers worden sinds 2017 uitgereikt, aan personen of organisaties die een belangrijke bijdrage hebben geleverd aan de lhbt-gemeenschap in de regio.
In 2019 werd vanwege het vijfjarig jubileum in Stedelijk Museum Schiedam de expositie Voor Jillis georganiseerd, waaraan kunstenaars als Erwin Olaf, Hans Withoos, Arjan Spannenburg, Teun van Staveren, Ewoud Broeksma en DjonLouis meewerkten.

## Laureaten
| Jaar | Laureaat              | Toelichting |
| ---- | --------------------- | --- |
| 2015 | Amnesty International | In 2015 werd de eerste penning uitgereikt aan Amnesty International. Tevens werd op 9 maart 2015 een gedenktegel onthuld. De prijs werd door Amnesty-directeur Eduard Nazarski in ontvangst genomen. |
| 2016 | Michael van Praag     | Op 9 maart 2016 werd de penning uitgereikt aan KNVB-voorzitter Michael van Praag. Dit wegens de inzet van de Nederlandse voetbalbond voor het bestrijden van discriminatie van lhbt'ers in de voetballerij. |
| 2017 | Arie Boomsma          | Op 9 maart 2017 werd de penning uitgereikt aan Arie Boomsma, als blijk van erkentelijkheid voor zijn trendsettende en taboedoorbrekende inzet bij het vergroten van acceptatie van – met name jonge – lhbt'ers. Ook was hij degene die als eerste respectvol transgenders bespreekbaar maakte. De Opsteker werd in 2017 uitgereikt aan Henk van den Broek, in het bijzonder vanwege zijn homo-ambassadeurschap, het actief deelnemen en bijdragen aan lhbt-activiteiten, het opzetten en met veel enthousiasme draaiend houden van het Roze Café en de Roze Salon. Tevens ontving Edwin Spek een Opsteker vanwege zijn lhbt-vriendelijke programmering op het gratis Suikerzoet Filmfestival en zijn aandacht voor lhbt-films in diverse media. Zijn filmkeuze is toegankelijk voor alle Schiedammers en mensen uit de regio. |
| 2018 | Barbara Barend        | Op 9 maart 2018 werd de penning uitgereikt aan Barbara Barend, als blijk van erkentelijkheid voor haar inzet bij het vergroten van de acceptatie van lhbt'ers. In het bijzonder omdat zij publiekelijk en actief geweld tegen lhbt'ers afwijst, bijvoorbeeld met de door haar geïnitieerde landelijke hand-in-hand-actie naar aanleiding van de mishandeling van twee homo’s die in Arnhem hand-in-hand over straat liepen. De Opsteker werd in 2018 uitgereikt aan zowel stichting Schiedams Lef voor het geven van lessen over lhbti in het Schiedamse onderwijs en het lespakket wat zij hebben ontwikkeld, als aan het team van de Frankelandgroep dat maandelijks een "Roze Sociëteit" organiseert voor ouderen in Schiedam. |
| 2019 | Boris Dittrich        | Op 11 maart 2019 werd in het Stedelijk Museum Schiedam de penning uitgereikt aan Boris Dittrich, als blijk van erkentelijkheid voor zijn inzet voor het vergroten van wederzijds begrip en tolerantie voor de lhbt-gemeenschap, zowel in Nederland als daarbuiten. Boris Dittrich was een van de eerste homoseksuele parlementsleden die zich openlijk toelegde op de lhbt-rechten en zich al vanaf 1994 inzette voor het openstellen van het huwelijk voor personen van hetzelfde geslacht. Internationaal toonde hij grote inzet als leider van het Lesbian, Gay, Bisexual and Transgender Rights-programma bij Human Rights Watch. De Opsteker werd in 2019 uitgereikt aan theatermaker-regisseur Bob van der Lugt voor zijn producties What's in a Name en No Label, waarmee hij op humoristische maar soms ook zeer emotionele wijze de mens aan het denken zette, en aan Ursula Ramkisoensing beleidsmedewerker bij de gemeente Schiedam, voor haar pioniersrol en jarenlange inzet voor de gehele lhbt-gemeenschap in de regio. |
| 2020 | Claudia de Breij      | De penning werd in 2020 toegekend aan cabaretière Claudia de Breij, zij ontving de penning uit handen van de Schiedamse wethouder Ooijevaar. Als motivatie voor het toekennen van de penning werd aangegeven dat De Breij zich "expliciet uitspreekt tegen haat en discriminatie en voor liefde en diversiteit. Omdat ze voorop durft te lopen." De Opsteker werd opgespeld bij Mieke Peters (Vlaardingen), Noes Fiolet (Capelle aan den IJssel) en Theo van der Heijden (Schiedam) voor "hun inzet voor LHBTI-emancipatie en -acceptatie en tegen discriminatie." |
| 2021 | Splinter Chabot       | In 2021 was het thema "zichtbaar en onzichtbaar", en daarom werden twee penningen uitgereikt. In de categorie 'zichtbaar' was de penning voor schrijver, programmamaker en presentator Splinter Chabot die met zijn boek Confettiregen vertelde over zijn coming-out. De tweede penning, in de categorie 'onzichtbaar' ging naar Sandro Kortekaas die zich inzet voor vluchtelingen die in hun land van herkomst gevaar lopen wegens hun gender en/of seksualiteit. De drie Opstekers werden uitgereikt aan Iris Kay (Nissewaard), Lennart Lenskens (Dordrecht) en Raymond Kalkman (Hoeksche Waard) voor hun inzet voor de belangen van, en strijd tegen discriminatie van LHBTI+-mensen. |
| 2022 | Raven van Dorst       | Aan Raven van Dorst werd in 2022 de penning toegekend vanwege hun "moedige strijd tegen het genderbinaire denken". Met name hun televisieprogramma Geslacht! werd genoemd als venster voor de toeschouwers op een andere, bredere kijk op gender en geslacht. De drie Opstekers werden uitgereikt aan Leon Houtzager (Rotterdam); Jan Geerink (Gouda) en Cobi Crucq (Hoeksche Waard) voor hun inzet voor de belangen van, en strijd tegen discriminatie van LHBTI+-mensen. |
| 2023 | Richard Groenendijk   | Groenendijk ontving de penning in 2023 voor de doorlopende integratie van de LHBTI+ gemeenschap in zijn programma's. |
| 2024 | Shary-An Nivillac     | Op 11 oktober 2024 ontving Shary-An Nivillac de penning. Eric de Keizer, Jan Derksen-Wynn (samen met wijlen Marc Wynn-Derksen) en Marco van Schie ontvingen de Opstekers "voor hun lokale en/of regionale inzet voor de acceptatie van alle vormen van genderdiversiteit". |